# 쿠바 (영화)
쿠바(Cuba)는 미국에서 제작된 리처드 레스터 감독의 1979년 모험, 멜로/로맨스, 스릴러 영화이다. 숀 코네리 등이 주연으로 출연하였고 알린 셀러스 등이 제작에 참여하였다.

## 출연

### 주연
- 숀 코네리
- 브룩 아담스

### 조연
- 잭 웨스톤
- 헥터 엘리존도
- 덴홈 엘리어트
- 마틴 발삼
- 크리스 서랜던

## 제작진
- 미술: 필립 해리슨
- 미술: 길 패론도
- 의상: 셜리 러셀
- 배역: 마이크 펜튼
- 배역: 메리 셀웨이